# 罗伯特·布鲁斯·洛克哈特
罗伯特·布鲁斯·洛克哈特二等勋爵士（英語：Sir Robert Hamilton Bruce Lockhart,；1887年9月2日—1970年2月27日），英国外交官、作家、间谍。1932年出版了记述1918年他作为英国驻莫斯科代理总领事，在协约国武装干涉俄国内战背景下，阴谋刺杀列宁、成功暗杀德国驻苏俄大使、策动军事政变等颠覆布尔什维克革命的不成功经历的《Memoirs of a British Agent》(英国间谍回忆录)一书，当时就成为全球畅销书，使其获得了世界声望。1934年被华纳兄弟影业拍摄为British Agent公映。洛克哈特认为，其在莫斯科的同党西德尼·乔治·赖利被布尔什维克当局发展为雙重間諜，所谓的“洛克哈特阴谋”（Lockhart Plot）是全程在全俄肃反委员会主席捷尔任斯基控制下的巧妙地诱惑侦察，以败坏英国和法国的政府声望。但历史学家Barnes Carr的新近研究揭示，参与“洛克哈特阴谋”的骨干鲍里斯·萨文可夫，特别是色诺芬·卡拉马蒂亚诺是在美国驻莫斯科总领事德威特·克林顿·普尔领导下，为美国国务卿罗伯特·蓝辛工作。

## 生平
生于一个苏格兰贵族家庭。其父Robert Bruce Lockhart，是英国的间谍学校首任校长。其族人多担任苏格兰各种学校的校长。其弟弟Rob Lockhart是1947年印巴分治后印度陆军首任总司令。
洛克哈特毕业于爱丁堡费蒂斯公学。21岁时到英屬馬來亞投靠其2个当橡胶种植园主的叔叔，自称在森美兰开辟了一个新的种植园。在马来亚三年，后因疟疾带来的消瘦离开。
1912年1月洛克哈特加入了英国外交部，派任驻莫斯科副领事。与沙俄最著名的纺织业工厂主莫罗佐夫组建了一支足球队，赢得了当年度莫斯科锦标赛冠军。
1917年俄国二月革命时，洛克哈特时任驻莫斯科代理总领事。十月革命前夕回英国。1918年1月，被英国首相大衛·勞合喬治、陆军大臣阿尔弗雷德·米尔纳子爵以英国特使身份回到莫斯科，代表英国负责同布尔什维克政府进行非正式接触，试图说服苏维埃政权继续留在协约国中对德作战，以挫败德国与苏俄单方面媾和。沙俄高级外交官约翰·冯·本肯多夫伯爵的妻子穆拉·布德贝格成为其情妇；洛克哈特也指责此人为布尔什维克的双重间谍。布列斯特和约签订后，洛克哈特彻底失去了说服苏维埃在东线采取军事行动的希望，他立即放弃了亲布尔什维克的立场，站到了苏维埃政权的对立面，提出了一个“在协约国部队空降之夜除掉所有布尔什维克的领导人，并建立一个真正军人专制政府”的计划，得到英国军情一处的大力支持，不仅从英国国内派出一批情报军官加入计划，军情一处驻俄负责人埃内斯特·博伊斯也直接参与了行动。洛克哈特以价值648英镑的钻石作为组建莫斯科间谍网的活动资金。洛克哈特公开指责英国著名作家亞瑟·蘭塞姆是布尔什维克的间谍，帮助了苏俄政府克服内战时期的混乱和饥馑。洛克哈特帮助了托洛茨基的秘书叶夫根尼娅·彼得罗芙娜·谢列皮娜（Evgenia Petrovna Shelepina）离开苏俄，后嫁给了亞瑟·蘭塞姆。在军情一处派来支援暗杀计划的间谍中，表现最抢眼、后世最知名的当属一位名叫西德尼·乔治·赖利的特工。洛克哈特盛赞其“同时具备犹太人演员的气质与爱尔兰人那种天不怕地不怕的勇猛”。1918年6月，捷尔任斯基向彼得格勒派遣了两名拉脱维亚族工作人员扬·布伊基斯和扬·斯普罗基斯，化称寻求同协约国联系的反布尔什维克地下组织的代表施密德肯和布雷迪斯，见到了英国公使馆海军武官P·H·克罗米大尉，克罗米把这两人介绍给了西德尼·乔治·赖利。这两个人向[赖利说，驻莫斯科的拉脱维亚部队的士兵对现状日益感到不满，赖利得出结论：“莫斯科的士兵都是些拉脱维亚人，谁控制了拉脱维亚人，谁就控制了首都。拉脱维亚人不是布尔什维克，但他们在为布尔什维克效力，因为他们无处可去。他们都是些外国雇佣军，而外国雇佣军为的就是钱。谁出钱多，他们就跟谁走、我若是能收买了拉脱维亚人，那我们的问题也就迎刃而解了。”1918年8月中旬，这两名契卡工作人员和另一位名叫别尔津的到莫斯科的洛克哈特的代表处汇报工作，获取了洛克哈特的信任。洛克哈特为他们引荐了法国驻莫斯科总领事费尔南·格列纳尔。别尔津称拉脱维亚族士兵都准备参加反布尔什维克的起义，并且在五、六个星期内所有事宜都可以准备妥当。洛克哈特决定由赖利承担同拉脱维亚部队反布尔什维克代表的谈判工作，8月20日开始的几次谈判，都是在全俄肃反委员会监控的地点进行。赖利给了别尔津120万卢布的起义经费，别尔津把这笔钱交给了全俄肃反委员会。此后，美国驻莫斯科总领事德威特·克林顿·普尔在总领馆召集了协约国的间谍们集体会面，其中包括拥有法国身份的契卡卧底列涅·马尔尚。1918年8月30日彼得格勒肃反委员会领导人乌里茨基遇刺，同日范妮·卡普兰在一个工人集会上刺杀列宁，连开了三枪，一颗透衣而过，一颗打中肱骨，一颗打穿肺叶引起大出血，子弹停留在颈部皮下，差一两毫米足以致命。赖利当即出逃，全俄肃反委员会被迫提前收网，次日凌晨三点半洛克哈特在自己床上被捕；洛克哈特的同谋们也被逮捕，住宅被搜查出大量铁证，整个英国军情一处、美国国务院、法国当局在莫斯科的情报人员被一网打尽。
1918年，洛克哈特和英国特工赖利被苏俄政府指控阴谋策划了刺杀列宁。洛克哈特和英国政府称这完全是苏俄的宣传。洛克哈特被羁押在克里姆林宫，但未被审判就与英国政府扣押的苏俄外交官马克西姆·马克西莫维奇·李维诺夫。 
1918年11月25日被最高革命法庭缺席审判。公诉人尼古拉·瓦西里耶维奇·克雷连科指控20名被告人在莫斯科为英美政府工作，推翻布尔什维克。1918年12月3日判决2名被告人死刑，其余徒刑或者服苦役五年。洛克哈特和英国特工赖利被缺席判处死刑。
1919年11月洛克哈特出任驻布拉格公使馆商务代表。1922年退出英国外交界，为英格兰银行控制的中欧银行（Central European Bank）工作。
1928洛克哈特离开金融界，加入第一代比弗布鲁克男爵马克斯·艾特肯的伦敦旗帜晚报工作，担任该报的Londoner's Diary专栏编辑，以酗酒和半放荡的生活风格知名。尽管曾被苏俄政府逮捕并交换人犯获释，洛克哈特与苏联驻伦敦大使馆保持了密切的关系，每年都会收到作为新年礼物的鱼子酱。还帮助组织了比弗布鲁克的Empire Free Trade Crusade的政党竞选活动。三十年代洛克哈特出版了多本书取得了商业上的成功，使其在1937年成为专职作家。
在第二次世界大战中，洛克哈特成为政治战争行政部的总负责人，协调英国对轴心国的宣称。还担任了英国政府对爱德华·贝奈斯总统的捷克斯洛伐克流亡政府的联络官。1943年获得了爵级司令勋章。
战后，洛克哈特恢复了写作、演说，每周在BBC的对捷克斯洛伐克的广播中播音一次，持续了十多年。
洛克哈特去世时留下了2054英镑遗产。死后出版的日记表面，其终生被酗酒所困扰。

## 著作
- Memoirs of a British Agent (Putnam, London, 1932)
- Retreat from Glory (Putnam, London, 1934)
- Return to Malaya (Putnam, London, 1936)
- My Scottish Youth (Putnam, London, 1937)
- Guns or Butter: War countries and peace countries of Europe revisited (Putnam, London, 1938)
- A Son of Scotland (Putnam, London, 1938)
- What Happened to the Czechs? (Batchworth Press, London, 1953)
- Comes the Reckoning (Putnam, London, 1947)
- My Rod, My Comfort (Putnam, London, 1949)
- The Marines Were There: the Story of the Royal Marines in the Second World War (Putnam, London, 1950)
- Scotch: the Whisky of Scotland in Fact and Story (Putnam, London, 1951)
- My Europe (Putnam, London, 1952)
- Your England (Putnam, London, 1955)
- Jan Masaryk, a Personal Memoir (Putnam, London, 1956)
- Friends, Foes, and Foreigners (Putnam, London, 1957)
- The Two Revolutions: an Eyewitness Study of Russia, 1917 (Bodley Head, London, 1967)
- The Diaries of Sir Robert Bruce Lockhart Vol 1 (Macmillan, London, 1973)
- The Diaries of Sir Robert Bruce Lockhart Vol 2 (Macmillan, London, 1980)
- My Scottish Youth (B&W Publishing, Edinburgh 1993)